# Rolki agresywne
Rolki agresywne – łyżworolki przeznaczone do robienia ewolucji. Są to rolki, które mają specjalne płozy z miejscem do ślizgania się ( h-block) i soulplate`ami po których można się ślizgać podczas niektórych trików. Posiadają też bardzo twarde i małe kółka.
Na rolkach można robić bardzo dużo różnorodnych tricków dzielą się one na: 
- graby – chwyty rolek rękoma w różny sposób,
- grindy – ślizganie się po rurkach lub na krawędziach murków rolkami,
- slidy – ślizganie się po powierzchniach niemetalowych.

W Polsce w sierpniu na północy kraju od kilku lat co roku organizowane są największe w Polsce zawody rolkowe o nazwie Rollfest i Baltic Games. Poza tym organizuje się takie zawody jak Never Winter Jam czy też Front Styl Fest. Znane zagraniczne zawody to Winterclash i Summerclash.